# Re (Gloppen)
Re (of Reed) is een plaats in de Noorse gemeente Gloppen, provincie Vestland. Re telt 349 inwoners (2007) en heeft een oppervlakte van 0,56 km². 
Tot 1964 was Re de hoofdplaats van de toenmalige gemeente Breim in Sogn og Fjordane. 
Het dorp ligt aan de E39.